# Selvapiana TI
| TI ist das Kürzel für den Kanton Tessin in der Schweiz. Es wird verwendet, um Verwechslungen mit anderen Einträgen des Namens Selvapiana zu vermeiden. |

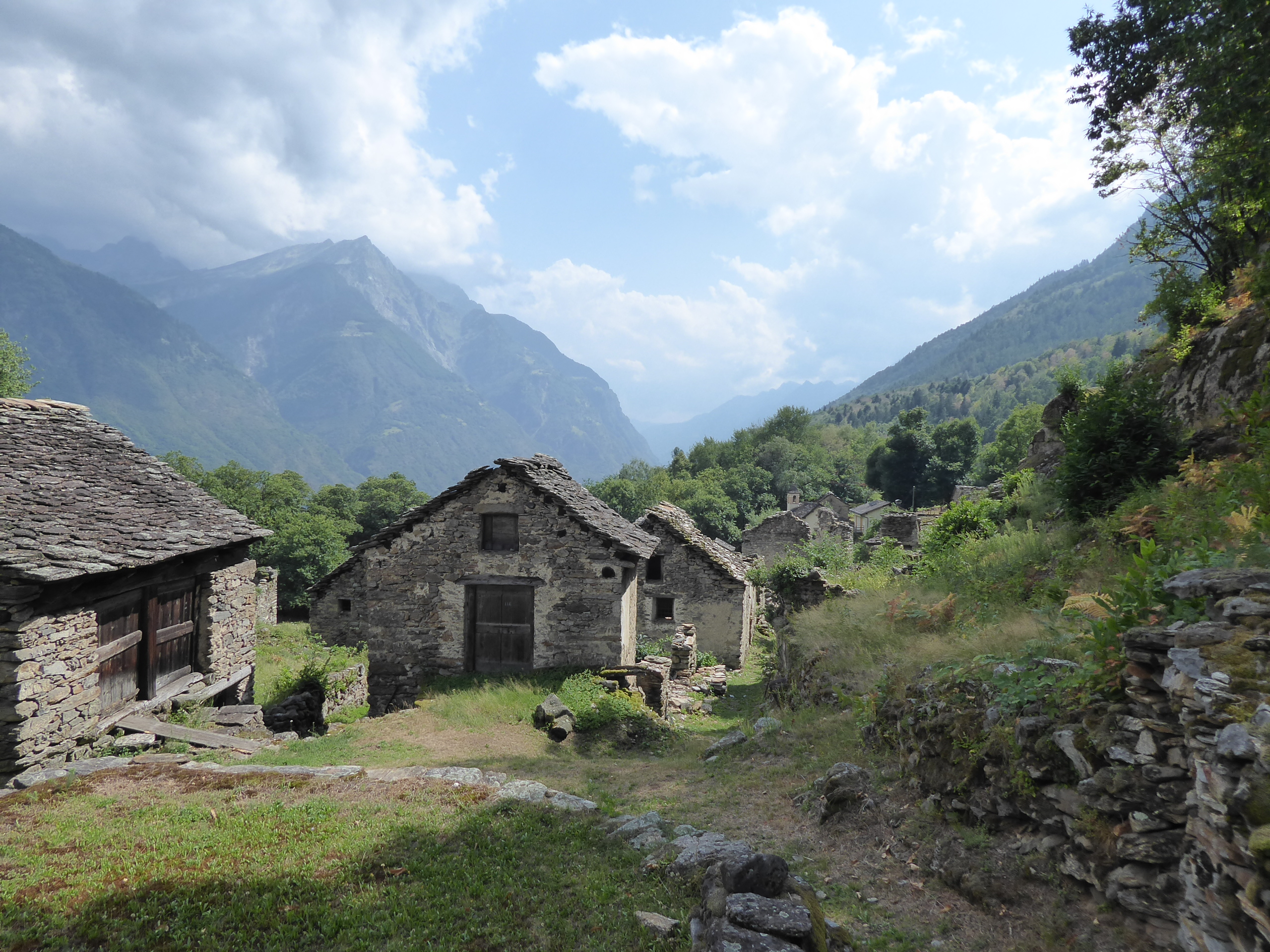
Häuser (2018)

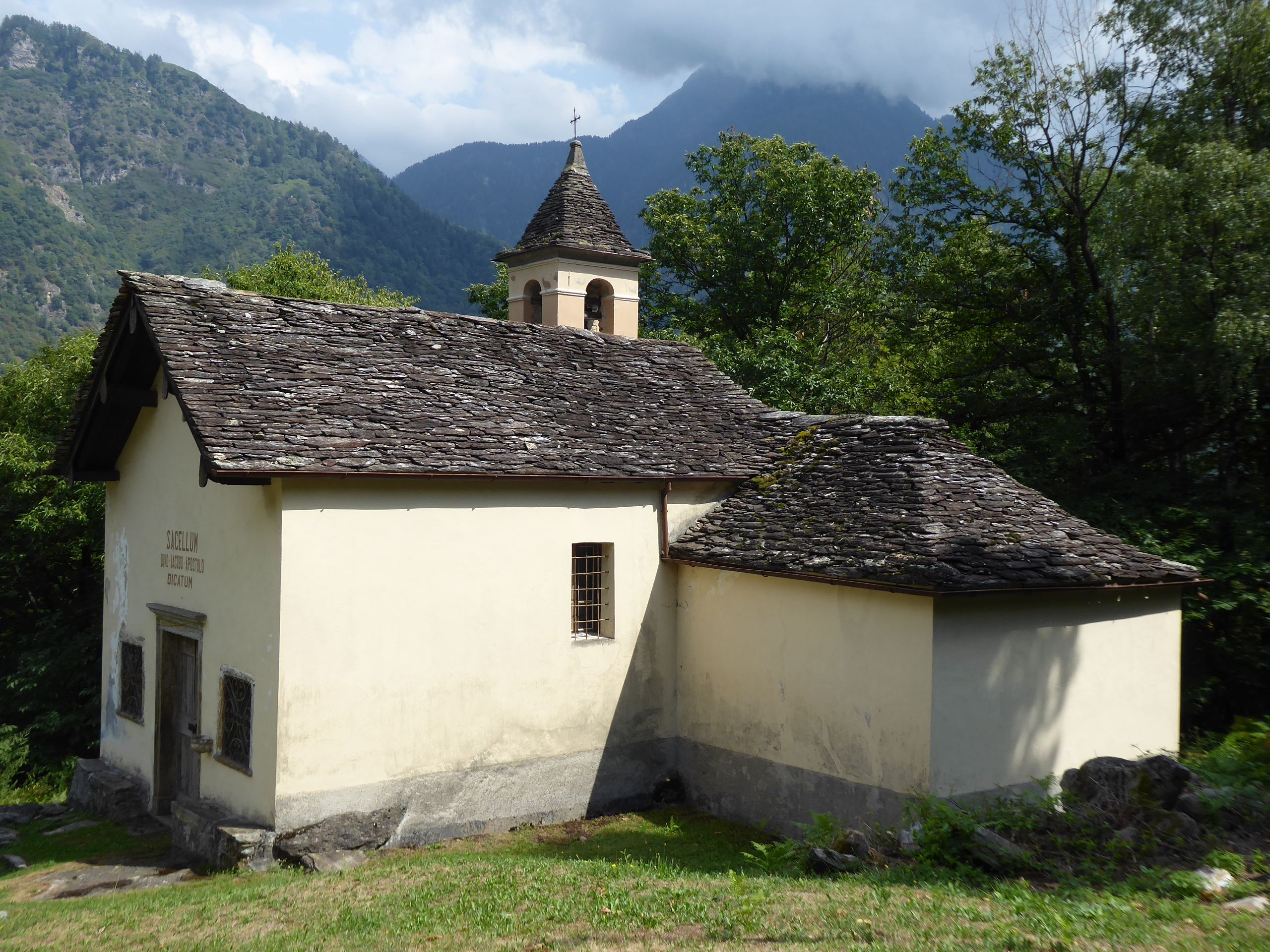
Oratorium San Giacomo Maggiore (2018)

Selvapiana (lombardisch Sülapièna) ist eine verlassene Fraktion von Ludiano im Schweizer Kanton Tessin.

## Geografie
Der Ort liegt seit der Gemeindefusion von 2012 in der Gemeinde Serravalle im unteren Bleniotal, auf einer Höhe von etwa 680 m ü. M.
Die im 20. Jahrhundert dem Zerfall überlassene Siedlung hatte zu ihrer Blütezeit im 19. Jahrhundert rund 300 Einwohner.

## Fussnoten
1. ↑  Note storiche su Selvapiana di Ludiano. Associazione degli Amici di Selvapiana, abgerufen am 14. August 2022 (italienisch).

Koordinaten: 46° 25′ N, 8° 58′ O; CH1903: 717291 / 142263